# Bras Nord-Ouest
Pour les articles homonymes, voir Retenue d'eau.
Le Bras Nord-Ouest est un affluent de la rive nord du lac la Retenue, sur la rive nord du fleuve Saint-Laurent. Elle coule dans la municipalité de L'Ange-Gardien, dans la municipalité régionale de comté (MRC) de la La Côte-de-Beaupré, dans la région administrative de la Capitale-Nationale, dans la province de Québec, au Canada.
La partie inférieure de cette vallée (au nord du Lac la Retenue) est desservie par les rues de la Vallée, des Montagnes et de la Rivière.
La surface du Bras Nord-Ouest est généralement gelée du début de décembre jusqu'à la fin de mars ; toutefois la circulation sécuritaire sur la glace se fait généralement de la mi-décembre à la mi-mars. Le niveau de l'eau de la rivière varie selon les saisons et les précipitations ; la crue printanière survient en mars ou avril.

## Géographie
Le Bras Nord-Ouest prend sa source d'un petit lac forestier (longueur : 0,13 km ; altitude : 351 m). Cette source est située dans une cuvée entre des sommets de montagne (altitude : 500 m au sud et 634 m au sud-ouest) dans la municipalité de Château-Richer, à :
- 3,6 km à l'est d'une courbe de la rivière Montmorency ;
- 3,1 km au nord de la confluence du Bras Nord-Ouest et du Lac la Retenue ;
- 8,7 km au nord-ouest de la rive nord-ouest du fleuve Saint-Laurent.

À partir de sa source, le Bras Nord-Ouest descend sur 4,8 km, avec une dénivellation de 154 m selon les segments suivants :
- 1,9 km vers le sud-ouest dans une vallée encaissée et en traversant un petit lac (altitude : 353 m), puis courbant vers le sud en fin de segment, jusqu'à la décharge (venant de l'ouest) d'un petit lac ;
- 1,3 km vers le sud-est en dévalant la montagne dans une vallée encaissée, jusqu'à un coude de rivière correspondant à la décharge (venant du sud-ouest) d'un ruisseau ;
- 1,6 km d'abord vers l'est d'abord en zone forestière, puis agricole, en courbant vers le sud pour recueillir la décharge (venant de l'est) d'un petit lac, et traversant un petit lac, puis en courbant vers l'ouest en fin de segment, jusqu'à son embouchure[3].

Le Bras Nord-Ouest se déverse dans un îlot forestier au fond d'une baie sur la rive nord]du Lac la Retenue qui est traversée vers le sud-est par la rivière Ferrée.
À partir de la confluence du Bras Nord-Ouest, le courant traverse sur 0,5 km vers le sud le Lac la Retenue d'abord par une baie en forme de L, jusqu'au barrage ; coule vers le sud sur 1,5 km par la rivière la Retenue ; sur 11,5 km généralement vers le sud-est en suivant le cours de la rivière Ferrée ; puis sur 3,2 km vers l'est par le cours de la rivière Montmorency, jusqu'à la rive nord-ouest du fleuve Saint-Laurent.

## Toponymie
Le toponyme "Bras Nord-Ouest" a été officialisé le 6 mars 1975 à la Commission de toponymie du Québec.